# 动感弹珠
《动感弹珠》是由科樂美发售的街机音乐游戏系列，属于Bemani系列。

## 系列概要
官方简称“リフレク”或“Rb”。与pop'n music和jubeat一样并非是对特定乐器或音乐器材的模拟游戏。而是引入了触摸屏以及对战的要素。这也是Bemani系列里首款使用触摸屏幕设备的游戏系列。
收录曲方面除了收录大量版权曲目以外，也收录了许多来自其他Bemani系列的移植曲目，并且会不定期通过网络升级追加新曲目。
同时也与其他Bemani系列进行联动企划，如与jubeat系列的“APPEND Festival”和“APPEND Travel”活动，以及与beatmania IIDX系列的“Lincle Link”活动等。

## 游戏系统

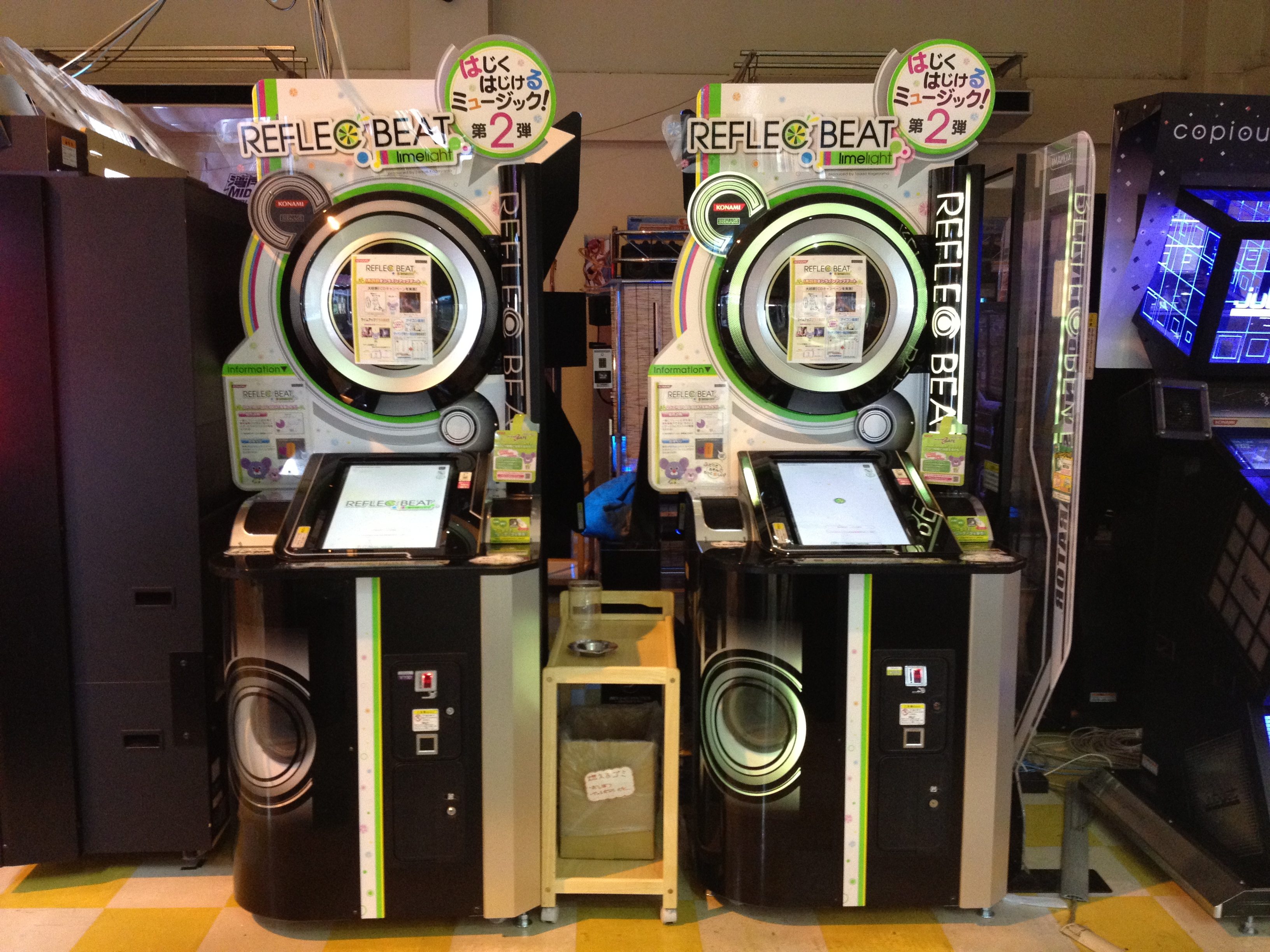
REFLEC BEAT limelight

融合了音乐游戏以及气垫球的游戏理念，配合音樂節奏，將畫面上朝己方判定線飛來的節奏標靶以觸控方式打回給對方，以獲得的分數來與對手一較高低。
击中标靶时会发出打击音。打击音的音色可通过自定义设置进行变更。
所有曲目均有BASIC、MEDIUM、HARD三种难度的谱面，所有谱面共分为1~10及10+总计11个难度等级（初代时无10+等级）
歷代難度分級
- 初代：1~10
- 《limelight》：1~10、10+
- 《colette》：1~10、10+
- 《groovin'!!》、《groovin' up!!》：1~10、10+
- 《VOLZZA》、《VOLZZA 2》：1~13
- 《悠久のリフレシア》：1~15

判定时机分为JUST、GREAT、GOOD、MISS四种。其中JUST为最高，可得3分；其次为GREAT得2分；GOOD得1分；MISS则会扣减3分（若为长标靶则根据按住的时间长短扣减1~3分）。
以GOOD以上判定连续击返标靶则会累计COMBO，单曲过程中没有出现MISS则达成“FULL COMBO”并会获得50分的奖分（limelight起追加1 MISS奖分25分、2 MISS奖分10分）。
此外，在击返标靶的过程中会累积JUST REFLEC槽（槽的位置在初代里位于画面中央己方的得分下方，limelight里则位于己方得分的右侧，但也可在自定义设置里调回初代式样）。所击出的判定越高，槽的累积速度越快。当积满至少1格时，对金色标靶在JUST判定的时机作滑出动作即可放出JUST REFLEC。JUST REFLEC不仅会产生标靶特效，还会比通常标靶产生更多次的反弹，飞行速度也更快。放出一个JUST REFLEC会减少JUST REFLEC槽一格，同时可得到10分的奖分，若对手没有击中（产生MISS）则会再扣减对手10分。
一曲结束时以得分高的一方为获胜方。此外也会统计达成率（ACHIEVEMENT RATE，简称AR）。AR反映当前谱面的完成情况，JUST数越多则AR值越高，最大值为100%（全JUST）。根据AR值高低会有不同的判定等级（Rank）。95.0%以上为AAA+；90.0%~94.9%为AAA（初代无AAA+，90.0%以上均为AAA）；80.0%~89.9%为AA；70.0%~79.9%为A；50.0%~69.9为B；不满50.0%为C。一般来说AR值越高则得分越高，但由于FULL COMBO奖分等缘故，也常常出现AR值较低一方战胜较高一方的情况。
而在现行的第六代“悠久のリフレシア”中，得分系统被大幅修改。
判定得分上，JUST得6分、GREAT得4分、GOOD得2分，MISS（包括JUST REFLEC MISS）不再扣分而改为0分。同时正确维持长条形标靶时会不断产生“KEEP”判定，每个KEEP判定得1分。
MISS奖励被修改为依照“COMBO率=MAX COMBO/COMBO理论值”获得，最大奖分（FULL COMBO时）依然为50分。
判定等级上，新增RANK S（AR 98.0%以上），同时RANK B的标准改为AR 55.0%～64.9%；RANK A的标准改为AR 65.0%～79.9%；
成就上，新增EXCELLENT（AR 100%时）。

## 游戏模式

### NORMAL MODE / ONLINE PLAY
决定要游玩的曲目及难度后会进入联机等待时间，这段时间内若没有对手出现则与CPU对战。也可自行寻找等待中的玩家联机对战，但可能由于其他人已连入或等待玩家的等待时间已到而无法成功联机。
无论胜负与否，只要AR值在70.0%（A Rank）以上即可过关进入下一个ROUND，若不足70.0%则游戏结束。
VOLZZA起更名为“NORMAL MODE”。

### LOCAL PLAY
与店内的玩家进行雙人对战的模式。若在限定时间内没有配对成功则会回到ONLINE PLAY
VOLZZA起并入NORMAL MODE，不再单列为一个模式。

### CLASS CHECK MODE / リフレク道場
groovin'!!起追加的单人专用模式（与CPU对战），当时名称为“リフレク道場”。
类似于beatmania IIDX“段位认定”模式、SDVX“SKILL ANALYZER”模式。通过设定的曲目组合检验玩家的水平。在该模式中游玩乐曲时失误会扣减类似血槽的设定。血槽归0时强制结束游戏
groovin'!!的“認定試験 ”段位从低到高依次为“五级”→“一级”→“初段”→“八段”→“師範代”→“師範”→“名誉師範”→“最高師範”。同时还有各类主题的“検定試験”。
VOLZZA起更名为“CLASS CHECK MODE/クラスチェックモード”。删除了前作“検定試験”的内容。段位从低到高依次为“CLASS 13”→“CLASS 1”→“CLASS 零”→“極”。曲目组合变为固定。
悠久のリフレシア起使用更为严格的“MASTER判定”进行游戏

## 历代作品

### 街机（ARCADE）作品
以下括号内的起止时间表示自该作于日本正式运营日期起至该作的e-Amusement服务停止时止

#### REFLEC BEAT(2010年11月4日-2012年1月31日)
系列第一作，又称“初代”或“无印”，以紫色作为背景主色调。
最初运营时包含隐藏曲在内总计收录70曲，后经过不断的升级更新，至2011年7月14日的最终版“REFLEC BEAT Ver1.5”为止总计收录93曲。

#### REFLEC BEAT limelight（ - ライムライト）(2011年11月16日-2012年12月31日)
系列第二作，简称“limelight”。最初运营时包含隐藏曲在内总计收录139曲。
2011年6月22日起举行场测活动。于日本东京、名古屋、大阪进行的第一轮场测中将游戏的得分机制改为10万分制（类似于jubeat、pop'n music的得分机制）。由于改动不受欢迎，于广岛举行的第二轮场测中又改回了与初代相同的机制。
以白、黄、绿三色为主色调，减少有关对战的表现内容（如对战开始前的“BATTLE START”变为“ARE YOU READY?”；对战结束后的根据得分出现的“YOU WIN”、“YOU LOSE变为根据AR出现的“CLEAR!!”、“FAILED..”等）。将初代曲目封面中出现的小老鼠形象作为系列的吉祥物出现，并在游戏中广泛使用。力求营造轻松的氛围以吸引更多的玩家。
选曲画面由初代的左右分列纵向展开变为与jubeat类似的横向铺开，以及通过多次点击曲目来变更难度的方式。
隐藏要素解禁方式由初代的“经验值”变更为“柠檬”，并且可以自由选择解禁项目。
BASIC难度中同样配置了2TOP，HARD难度则由2TOP增加至3TOP。但外围标靶的出现位置则变得固定（可以通过隐藏指令使其随机化）

#### REFLEC BEAT colette（-コレット）(2012年11月21日-2014年7月4日)
系列第三作，
2012年6月28日～7月1日于日本东京、7月6日～8日于大阪举行第一轮场测活动。
依照四季将会有不同主题，分别会有不同的界面风格。最后主题为全季节(All Seasons)。
初期运营时包含隐藏曲在内总计收录215曲，删除8曲，变更了三个谱面的难度。
每季的隐藏要素解禁方式均有不同，冬季版的解禁方式为“饭团”，使用“饭团”帮助“パステルくん”登山以解禁隐藏要素，前作未解禁的要素也会作为山来出现，合计四个山脉（无印、limelight、jubeat、colette）；春季版的解禁方式则为“种子”，当每局游戏中获得的种子开花时便可解禁隐藏曲；夏季版的解禁方式为“垂钓”，パステルくん在各个海岛间钓鱼，每种鱼的收获率达到指定程度便可解禁一首隐藏曲；秋季版的解锁方式为“收获”，パステルくん在森林的大树间收获果实，每收满一个指定的筐便解锁相应隐藏曲。全季節版的解鎖方式，則是進入額外回合，打敗NPC以取得他們所持有樂曲的“PASTEL WONDER TRAVELER”。
JUST REFLEC槽由3格增加至5格。增加了下方向JUST REFLEC。

#### REFLEC BEAT groovin'!!（-グルーヴィン）(2014年6月4日-2015年12月21日)
系列第四作。
2014年5月2日至6日开始第一次场测。
隱藏曲解禁方式則與以往有些差別。舊系列隱藏曲，除了部份跨機種連動的最終解禁曲(例如：anemone、ZZ、chaplet、Lisa-Riccia)，以及前作boss曲(Clamare)之外，直接開放。
增加了垂直下落的弹珠，段位道场模式，SPECIAL难度谱面。
2014年11月20日起升级到补充版本“groovin'!! Upper”。將Full Combo加成改為用條棒累積的“Upper Level”計算。追加了单人专用模式「HARD MODE/ハードモード」「SUPER HARD MODE/スーパーハードモード」
运营结束时总计收录672曲

#### REFLEC BEAT VOLZZA（-ヴォルツァ）(2015年10月28日-2017年4月12日)
系列第五作。
于2015年8月28日至30日开始第一次场测。
谱面要素增加了滑动弹珠“SLIDE OBJECT/スライドオブジェクト”。
谱面难度变更为1-12级的12阶等级制（The 5th KAC决赛发布的新曲「Rebellio」HARD难度等级为13，表明其事实上采用13阶等级制。然而直到本作运营结束也未出现其他的13级谱面）
增加了可以玩到店内其他玩家所持曲的“Share Box/シェアボックス”
针对旧曲，增加了包含新谱面要素的“RENEWAL”谱面
前代的Upper Bonus被废止，改回旧有的miss bonus制（然而在VOLZZA 2中复活并且可以让玩家在两者间选择）
2016年3月24日起升级到补充版本“VOLZZA 2”。追加了类似GITADORA的skill制，选曲时可以将等级显示变更为skill显示
游戏设置上追加了谱面落下显示以及Hi-speed调整、是否显示飞向对手的弹珠等
运营结束时总计收录711曲

#### REFLEC BEAT 悠久のリフレシア The Reflesia of Eternity( - ゆうきゅうのリフレシア ザ リフレシア オブ エターニティー)(2016年12月1日- ）
系列第六作。目前正在运营的作品
于2016年8月26日至28日开始第一次场测。
系统大幅重制，REFLEC ID以外的前作资料全部重置。大量旧曲由于谱面重制而在稼动初期无法游玩，之后逐渐复活
谱面要素删除了前作的“SLIDE OBJECT/スライドオブジェクト”，增加了“BIGBANG OBJECT/ビッグバンオブジェクト”，“SWITCH LONG OBJECT/スイッチロングオブジェクト”
分数计算方式变更。新增"KEEP"判定；新增“S”评价和“EXCLLENT”成就
判定区间扩大，并在CLASS CHECK MODE和一部分的REFLESIA MODE组曲中采用和初代判定相同的“MASTER判定”
SPECIAL难度更名为WHITE HARD难度，难度等级变更为1-15级的15阶等级制

### 家用版作品

#### plus(2011年11月24日开始于日本App Store上架，2012年10月起国际版陆续在各区App Store上架)
最初于2011年9月的东京电玩展上发表。支持iOS4.3及以上版本的iOS设备。最初仅支持iPad设备（含2及新iPad），2012年8月的升级版本开始支持iPhone（3GS・4・4S）及iPod touch设备。iPhone版可以将屏幕横置进行游戏。2012年10月国际版在北美区App Store首先上架，国际版的曲包内容与日版略有不同。
本身为免费程序，内置3首免费曲目。其他曲目则以内购乐曲包的形式进行贩售（每个乐曲包450日圓，包含4首乐曲）
外观界面以初代为基础，而乐曲谱面、判定等游戏系统则以limelight为基础。2013年9月日版，2014年5月国际版更新limelight主题并将系统升级至colette模式。
可自由选择自己所使用的颜色（红、蓝或随机选择）
游戏模式有SINGLE（对CPU）及DOUBLE（对人）两种（iPhone版及iPod touch版则没有对人模式）。SINGLE模式可以选择CPU的强度（由弱到强共分10个等级）。DOUBLE模式为线下游戏，两人在1台ipad上进行对战，不会记录游戏成绩。
与街机版初代相同，通过游玩乐曲累积经验值解禁各种自定义选项(仅限SINGLE模式)。
同一乐曲的所有难度都取得AAA或FULL COMBO时，选曲画面中该曲的外框会变为金色；若该曲所有难度都取得AAA+和FC，则外框变为白金色。
日本版标题写作REFLEC BEAT plus，而国际版则写作REFLEC BEAT+。

## 中国大陆版“”
由广州尚莹电子科技有限公司代理，于2011年6月左右开始在中国大陆地区销售。总体基于日版初代。
其与日版及海外版的差别如下：
硬件方面
- 不支持e-Amusement服务，因此不设置读卡器。

软件方面
- 软件版本号：KBR:C:A:A:2011021100
- 界面文字及语音中文化。
- 所有自定义设置皆默认可选。
- 无Grade概念：1st ROUND起即可选择所有难度的谱面。
- 曲目解禁方式为机器后台解禁：2011年6月版本解禁了等级15以前的隐藏曲、隐藏版权曲“Infinity”及第一首FINAL ROUND专用曲“Sakura Reflection”；2012年3月版本解禁了所有等级隐藏曲、条件隐藏曲及FINAL ROUND专用曲。
- 强制对战设定：类似于格斗游戏的乱入设定。投币进入后强制LOCAL BATTLE。两台连线中的机台一侧有人游玩时，另一侧玩家投币选曲后即两人对战，曲目为后一名玩家所选。该ROUND为“额外”。但当一侧为FINAL ROUND的结算画面时则不会发生对战。
- 无平局设定：双方同分的情况下，则判定AR值低的一方负。
- 无SAVED设定：不论AR值如何，一旦负于对手即游戏结束。
- 教学动画中略去了JUST REFLEC的内容；在投币进入后无法再观看教程。
- 玩家名为PLAYER，电脑对手名为CPU，乱入对手名为RIVAL（两侧机台均如此显示）
- 不支持e-Amusement服务，亦不接入互联网，因此相关设置也被删除或屏蔽。